# Uralowe
Uralowe (ukrainisch Уралове; russisch Уралово Uralowo) ist ein Dorf in der ukrainischen Oblast Sumy mit etwa 600 Einwohnern (2004).

## Geographische Lage
Die Ortschaft liegt am Ufer der Swyha (Свига), einem 50 km langen, linken Nebenfluss der Desna und an der Territorialstraße T–19–08. Das ehemalige Rajonzentrum Seredyna-Buda liegt 43 km östlich und das Oblastzentrum Sumy liegt 220 km südöstlich von Uralowe.

## Gemeinde
Am 12. Juni 2020 wurde das Dorf ein Teil der neugegründeten Siedlungsgemeinde Snob-Nowhorodske, bis dahin bildete es zusammen mit dem Dorf Tschyhyn (Чигин) die gleichnamige Landratsgemeinde Uralowe (Уралівська сільська рада/Uraliwska silska rada) im Süden des Rajons Seredyna-Buda.
Am 17. Juli 2020 kam es im Zuge einer großen Rajonsreform zum Anschluss des Rajonsgebietes an den Rajon Schostka.